# Успенський собор у м. Володимирі-Волинському (монета)
«Успе́нський собо́р у м. Володи́мирі-Воли́нському» — пам'ятна монета номіналом 5 гривень, випущена Національним банком України, присвячена пам'ятці давньоруської архітектури, збудованій князем Мстиславом Ізяславовичем у 1156—1160 роках, Успенському собору у м. Володимирі — центрі Волинського князівства, місті літописання (під час випуску монети місто носило назву — Володимир-Волинський). Собор був своєрідним центром духовного та громадського життя на Волині, усипальницею князів, бояр і єпископів.
Монету введено в обіг 22 липня 2015 року. Вона належить до серії «Пам'ятки архітектури України».

## Опис монети та характеристики
| Номінал грн. | Метал      | Маса, г | Діаметр, мм | Якість виготовлення       | Гурт     | Тираж, штук |
| ------------ | ---------- | ------- | ----------- | ------------------------- | -------- | ----------- |
| 5            | нейзильбер | 16,54   | 35,0        | спеціальний анциркулейтед | рифлений | 35 000      |

### Аверс
На аверсі монети розміщено: угорі — рік карбування монети «2015», малий Державний Герб України (ліворуч), під яким напис «УКРАЇНА»; номінал — «5/ГРИВЕНЬ» (праворуч), під яким логотип Монетного двору Національного банку України. Основною композицією аверсу є стилізований фрагмент іконостаса та царських врат собору.

### Реверс
На реверсі монети зображено: Успенський собор (праворуч), угорі на другому плані — стилізовану сцену його закладання, ліворуч напис: «УСПЕНСЬКИЙ/ СОБОР/ХІІ ст.»; унизу декоративний орнамент на тлі якого — напис «ВОЛОДИМИР-ВОЛИНСЬКИЙ».

## Автори

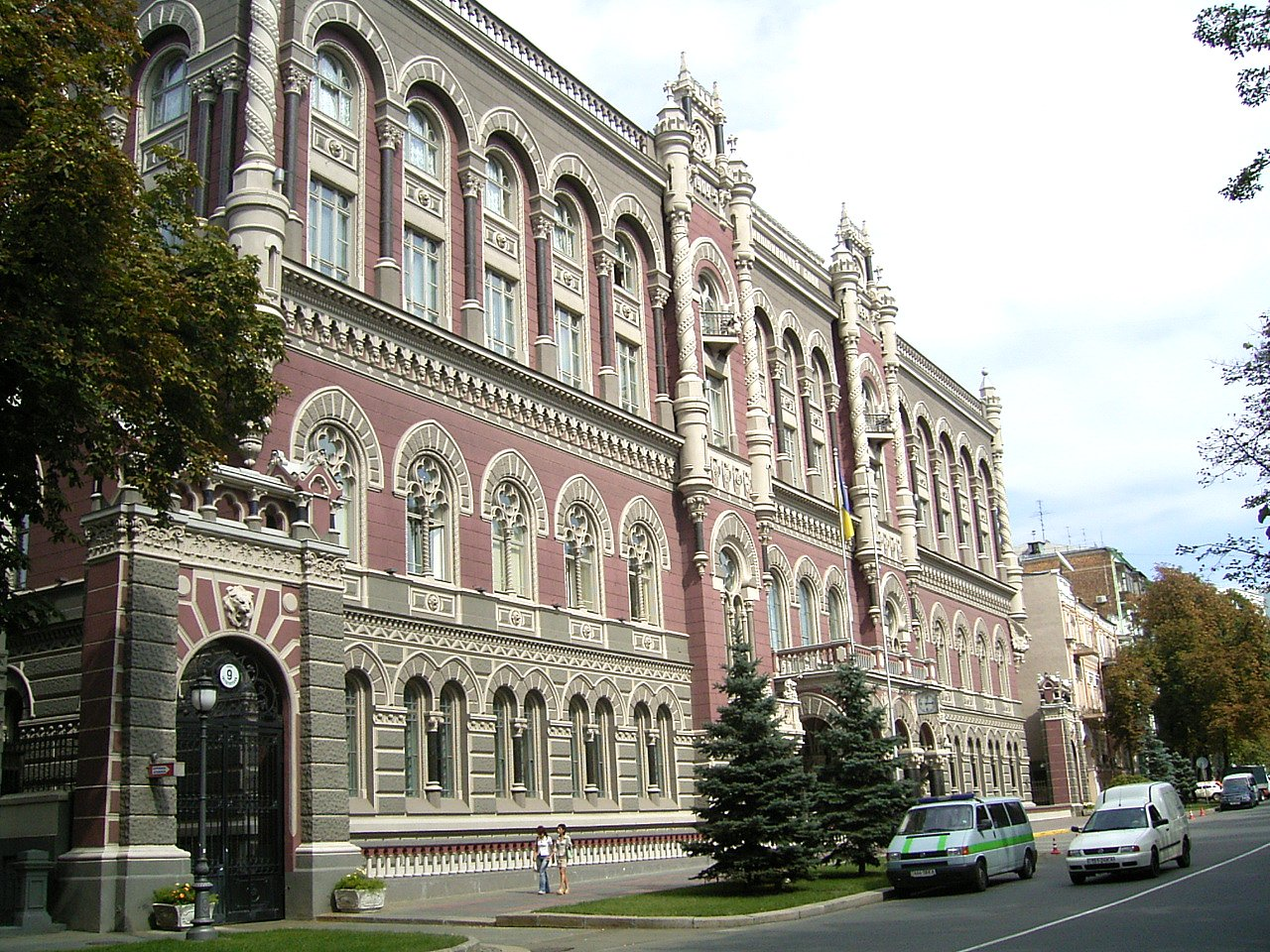
Будівля Національного банку України

- Художники: Таран Володимир, Харук Олександр, Харук Сергій.
- Скульптори: Атаманчук Володимир, Дем'яненко Анатолій.

## Вартість монети
Під час введення монети в обіг у 2015 році, Національний банк України реалізовував монету через свої філії за ціною 29 гривень.
Фактична приблизна вартість монети з роками змінювалася так:
| Рік        | 2016 | 2017 | 2018 | 2019 | 2020 | 2021 | 2022 | 2023 | 2024 | 2025 |
| ---------- | ---- | ---- | ---- | ---- | ---- | ---- | ---- | ---- | ---- | ---- |
| Ціна, грн. | 47   | 60   | 70   | 75   | 80   | 100  | 100  | 230  | 280  | 290  |